# Довженко, Виктор Михайлович
Ви́ктор Миха́йлович Довже́нко (1920—1945) — старший лейтенант Рабоче-крестьянской Красной Армии, участник Великой Отечественной войны, Герой Советского Союза (1945).

## Биография
Виктор Довженко родился 3 марта 1920 года в селе Ташла (ныне — Ташлинский район Оренбургской области) в крестьянской семье. Украинец. В 1938 году окончил неполную среднюю школу, после чего работал учителем в Казахской ССР. В сентябре 1940 года Довженко был призван на службу в Рабоче-крестьянскую Красную Армию. Служил в войсках НКВД СССР. В 1942 году окончил курсы младших лейтенантов. С февраля 1943 года — на фронтах Великой Отечественной войны. Принимал участие в боях на Центральном и 1-м Белорусском фронтах. Участвовал в Курской битве, освобождении Украинской и Белорусской ССР. К январю 1945 года старший лейтенант Виктор Довженко командовал ротой автоматчиков 1281-го стрелкового полка 60-й стрелковой дивизии 47-й армии 1-го Белорусского фронта. Отличился во время форсирования Вислы и освобождения Варшавы.
15 января 1945 года во время боёв в районе Калушина в 25 километрах к северо-западу от Варшавы группа автоматчиков во главе с Довженко проникла во вражеский тыл и в районе хутора Крубин в бою разгромила большую группу вражеских солдат, взяв пять из них в плен. Продвигаясь вперёд, рота захватила хутор Гура, отразила несколько контратак противника и вышла к Висле. 16 января рота Довженко первой переправилась через реку и захватила плацдарм на западном берегу. Удержав его, она способствовала успешной переправе через Вислу остальных частей дивизии.
Указом Президиума Верховного Совета СССР от 27 февраля 1945 года за «образцовое выполнение боевых заданий командования на фронте борьбы с немецкими захватчиками и проявленные при этом отвагу и геройство» старший лейтенант Виктор Довженко был удостоен высокого звания Героя Советского Союза. Орден Ленина и медаль «Золотая Звезда» он получить не успел, так как погиб в бою 4 марта 1945 года в районе хутора Вартенберг в Западной Померании. Был похоронен на месте боя, впоследствии перезахоронен в Варшаве.
В честь Довженко названы улица и школа в Ташле.